# Балдоне
Балдоне (латис. Baldone) — місто в центральній Латвії, розташоване в історичній області Відземе. Місто розташоване за 33 км від столиці Риги. Статус міста отримав в 1991 році.

## Назва
- Балдоне (латис. Baldone;  вимова)
- Бальдон (нім. Baldohn)

## Географія
Розташоване за 33 км від столиці Риги. Статус міста отримав в 1991 році.

## Історія
Ім'я Балдоне згадується ще в орденські часи головним чином завдяки сірчаному джерелу, про цілющі властивості якого знали вже з тих часів. На початку 15-го століття біля джерела перебувала вежа, у якій магістр Лівонського ордена для виправлення свого здоров'я проводив літній час. В 17-м столітті під час правління Курземського герцога Екаба поблизу від джерела розташувалося маєток. Наприкінці 18-го століття по велінню влади джерело облаштували й добудували кілька будинків. Першу ванну відкрили в 1795 році, а двома роками пізніше заснували офіційний курорт. ДО 1828 року число ванн досягло півсотні.
Занепад курорту Балдоне почався в 1938 році з відкриттям курорту Кемері. У часи російської окупації в розвиток курорту інвестували значні кошти, а лікуватися возили людей із СРСР.
- Ліфляндська губернія

## Населення
Населення становить 5102 особи. За національністю вони поділяються так:
- Латиші — 81,4 %
- Росіяни — 12,5 %
- Білоруси — 3,5 %
- Поляки — 1,9 %